# Xã Dayton, Quận Bremer, Iowa
Xã Dayton (tiếng Anh: Dayton Township) là một xã thuộc quận Bremer, tiểu bang Iowa, Hoa Kỳ. Năm 2010, dân số của xã này là 380 người.